# Cedemon tristis
Cedemon tristis là một loài bọ cánh cứng trong họ Cerambycidae.